# Molybdate

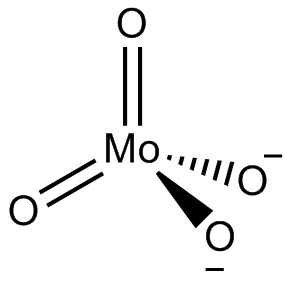
Structure de l'anion molybdate.

Un molybdate est une espèce chimique qui contient un oxyanion possédant un atome de molybdène à son nombre d'oxydation maximum de +6. Le molybdène peut former une grande variété d'oxyanions, qui peuvent se présenter comme des structures discrètes ou bien des structures étendues polymérisées, ces dernières ne se trouvant qu'à l'état solide. Les oxyanions de molybdène discrets vont du MoO42−, qu'on trouve par exemple dans le molybdate de sodium Na2MoO4, jusqu'aux très grandes structures telles que le bleu de molybdène [Mo154O462H14·70H2O]14− dit « hétéropolymolybdène ».
Parmi les éléments du groupe 6 du tableau périodique, le molybdène a un comportement voisin de celui du tungstène qui forme des tungstates mais très différent de celui du chrome, qui ne forme que les chromates CrO42−, Cr2O72−, Cr3O102− et Cr4O132− qui ont tous une géométrie tétraédrique.